# Joe Wade
Joseph Samuel "Joe" Wade (7. juli 1921 - 12. november 2005) var en engelsk fodboldspiller (forsvarer) og -træner. 
Wade tilbragte hele sin karriere hos Arsenal, og var med til at vinde det engelske mesterskab med klubben i 1953. Som træner stod han i spidsen for Hereford United.

## Titler
Engelsk mesterskab
- 1953 med Arsenal

FA Charity Shield
- 1953 med Arsenal